# Cerophytidae
Cerophytidae jsou brouci z nadčeledi Elateroidea. Zatím je známo pouze 15 druhů.